# Воротников, Андрей Алексеевич
Андрей Алексеевич Воротников (род. 21 апреля 1965, Саратов) — российский учёный-правовед, доктор юридических наук, профессор кафедры теории государства и права Саратовской государственной юридической академии, специалист по теории государства и права. Почётный работник высшего профессионального образования Российской Федерации.

## Биография
Андрей Алексеевич Воротников родился 21 апреля 1965 года в городе Саратове.
В 1982 году окончил среднюю школу № 19 города Саратова, после чего поступил в Саратовский юридический институт имени Д. И. Курского, который закончил в 1986 году.
С 1986 по 1991 годы обучался в аспирантуре при Саратовском юридическом институте имени Д. И. Курского.
С 1986 по 1988 годы работал старшим лаборантом, заведующим кабинетом кафедры теории государства и права.
В 1991 году защитил диссертацию на соискание учёной степени кандидата юридических наук на тему «Право на критику как элемент правового статуса и правового положения личности» под руководством доктора юридических наук, профессора Михаила Иосифовича Байтина. Оппонентами на защите выступали такие известные учёные-правоведы, как Н. Н. Вопленко и В. А. Кучинский.
В 1995-1997 годах занимал должность заместителя декана вечернего факультета.
С 1997 по 2006 годы являлся деканом вечернего факультета Саратовской государственной академии права.
В 2005 году защитил диссертацию на соискание учёной степени доктора юридических наук на тему «Бюрократия в российском государстве: историко-теоретический аспект».
С 2006 по 2012 год являлся директором Института юстиции Саратовской государственной юридической академии.
С 2016 года — член Высшей квалификационной коллегии судей.

## Научная деятельность
В сферу научных интересов профессора А. А. Воротникова входит изучение проблем теории государства и права, взаимоотношение бюрократии и государства, проблемы бюрократизма и другие. Читает курсы «проблемы теории государства и права», «проблемы бюрократизма в деятельности государственного аппарата», «актуальные проблемы теории и практики правового регулирования в современном российском государстве».
За годы работы А. А. Воротниковым опубликовано более 100 научных работ, среди которых несколько монографий, учебников и учебных пособий по теории государства и права. Имеет публикации в ведущих научных журналах, таких как «Правоведение», «Правовая политика и правовая жизнь» и других. Его научные работы и учебные пособия востребованы не только в родном вузе, но и в иных учебных заведениях соответствующего профиля.

## Основные публикации

### Монографии, учебники, учебные пособия
- Воротников А. А., Демидов А. И., Долгов В. М. и др. Политология для юристов: курс лекций / Под ред. Н. И. Матузова, А. В. Малько. — М.: Юристъ, 1999. — 772 с. — (Institutiones). — ISBN 5-7975-0163-5.
- Воротников А. А. Бюрократия в Российском государстве: историко-теоретический аспект / Под ред. Ф. И. Ермакова. — Саратов: Издательство СГАП, 2004. — 319 с. — ISBN 5-7924-0326-0.
- Воротников А. А. Бюрократическая служба. Тенденции в развитии правового обеспечения / Под ред. М. И. Байтина. — Саратов: Издательство СГАП, 2005. — 110 с. — ISBN 5-7924-0387-2.
- Муругина В. В., Воротников А. А. Дефектность юридических фактов как негативная черта правовой системы. — Саратов: Издательство СГЮА, 2011. — 189 с. — ISBN 978-5-7924-0948-4.
- Ильина О. В., Воротников А. А. Роль права в развитии науки и образования в Российской Федерации. — Саратов: Издательство СГЮА, 2013. — 199 с. — ISBN 978-5-7924-1061-9.
- Воротников А. А. и др. Теория государства и права: курс лекций / Под ред. Н. И. Матузова, А. В. Малько. — 3-е изд., перераб. и доп.. — М.: Норма, 2013. — 639 с. — ISBN 978-5-91768-271-6.
- Баринов П. С., Воротников А. А. Обесценивание правовых категорий: монография. — Саратов: Издательство СГЮА, 2020. — 197 с. — ISBN 978-5-7924-1575-1.
- Кулапов В. Л., Воротников А. А., Зрячкин А. Н. и др. Актуальные проблемы права: учебник для магистрантов / Под ред. В. Л. Кулапова. — Саратов: Издательство СГЮА, 2021. — 439 с. — ISBN 978-5-7924-1693-2.
- Рогов А. П., Воротников А. А. Особенности государственного принуждения в правовом государстве: монография. — Саратов: Издательство СГЮА, 2022. — 191 с. — ISBN 978-5-7924-1861-5.

### Статьи
- Воротников А. А. Право на критику гарантируется // Степные просторы. — 1987. — № 3.
- Воротников А. А. Конституционное право советских граждан на критику // Проблемы конституционного права. — Саратов, 1988. — Вып. 6.
- Воротников А. А. Право на критику как элемент правового статуса советского гражданина // Вопросы теории государства и права. — Саратов, 1991.
- Воротников А. А. Теоретические воззрения Н. М. Коркунова на право // Правоведение : научный журнал. — 1996. — № 3. — ISSN 0131-8039.
- Воротников А. А., Сенякин И. Н. Гревцов Ю. М. Очерки теории и социологии права: Учебное пособие. СПб., 1996. 264 с. (Рецензия) // Правоведение : научный журнал. — 1997. — № 3 (218). — С. 147—148. — ISSN 0131-8039.
- Воротников А. А. Бюрократия и государство: история взаимоотношений // Вестник СГЮА : научный журнал. — 2014. — № 4 (99). — С. 103—113. — ISSN 2227-7315.
- Воротников А. А. Право: вмешательство или консенсус // Вестник Тверского государственного университета : научный журнал. — 2021. — № 3 (67). — С. 55—59. — ISSN 1995-0144.

## Награды
- Почётный работник высшего профессионального образования Российской Федерации
- Медаль Судебного департамента при Верховном Суде РФ «За взаимодействие» II степени (2016)
- Благодарность Судебного департамента при Верховном Суде РФ (2017)
- Почётная грамота Совета судей Российской Федерации (2018)